# Campionati del mondo di atletica leggera 1987 - Lancio del disco femminile
La gara del lancio del disco femminile dei Campionati del mondo di atletica leggera 1987 si è svolta tra il 30 e il 31 agosto.

## Podio
| Pos.    | Atleta              | Nazionalità  | Prestazione |
| ------- | ------------------- | ------------ | ----------- |
| Oro     | Martina Hellmann    | Germania Est | 71,62 m     |
| Argento | Diana Gansky        | Germania Est | 70,12 m     |
| Bronzo  | Tsvetanka Khristova | Bulgaria     | 68,82 m     |

## Situazione pre-gara

### Record
Prima di questa competizione, il record del mondo (RM) e il record dei campionati (RC) erano i seguenti:
| Record                | Prestazione | Atleta                        | Data                                 | Competizione  |
| --------------------- | ----------- | ----------------------------- | ------------------------------------ | ------------- |
| Record mondiale       | 74,56 m     | Zdeňka Šilhavá Cecoslovacchia | 26 agosto 1984 Nitra, Cecoslovacchia |               |
| Record dei campionati | 68,94 m     | Martina Hellmann Germania Est | 14 agosto 1983 Helsinki, Finlandia   | Mondiali 1983 |

### Campionesse in carica
Le campionesse in carica a livello olimpico e mondiale erano:
| Campione | Atleta                        | Prestazione | Data                                    | Competizione         |
| -------- | ----------------------------- | ----------- | --------------------------------------- | -------------------- |
| Olimpico | Ria Stalman Paesi Bassi       | 65,36 m     | 11 agosto 1984 Los Angeles, Stati Uniti | Giochi olimpici 1984 |
| Mondiale | Martina Hellmann Germania Est | 68,94 m     | 14 agosto 1983 Helsinki, Finlandia      | Mondiali 1983        |

### La stagione
Prima di questa gara, gli atleti con le migliori tre prestazioni dell'anno erano:
| Pos. | Atleta                        | Prestazione | Data                                     |
| ---- | ----------------------------- | ----------- | ---------------------------------------- |
| 1    | Diana Gansky Germania Est     | 74,08 m     | 20 giugno 1987 Karl-Marx-Stadt, Germania |
| 2    | Tsvetanka Khristova Bulgaria  | 73,22 m     | 19 aprile 1987 Kazanlăk, Bulgaria        |
| 3    | Martina Hellmann Germania Est | 72,92 m     | 20 agosto 1987 Potsdam, Germania         |

## Risultati[3][4]

### Turni eliminatori
| 2Gruppi | 30 agosto | 33 iscritte    | Si qualificano alla finale chi supera i 62,50 m (Q) o si trova almeno tra le prime 12. |
| Finale  | 31 agosto | 12 concorrenti |                                                                                        |

### Qualificazioni
Domenica 30 agosto 1987
| Pos. | Atleta                       | Nazione          | Misura  | Note |
| ---- | ---------------------------- | ---------------- | ------- | ---- |
| 1    | Diana Gansky                 | Germania Est     | 63,64 m | Q    |
| 2    | Svetla Mitkova               | Germania Ovest   | 62,80 m | Q    |
| 3    | Larisa Michal'čenko          | Unione Sovietica | 62,52 m | Q    |
| 4    | Maritza Martén               | Cuba             | 60,40 m | q    |
| 5    | Connie Price-Smith           | Stati Uniti      | 59,90 m | q    |
| 6    | Mariana Ionescu-Lengyel      | Romania          | 59,72 m | q    |
| 7    | Anne Paavolainen-Känsäkangas | Finlandia        | 57,10 m |      |
| 8    | Yu Hourun                    | Cina             | 56,70 m |      |
| 9    | Nabila Mouelhi               | Tunisia          | 45,94 m |      |
| 10   | Hanane Ahmed Khaled          | Egitto           | 42,64 m |      |
| 11   | Dorie Cortejo                | Filippine        | 40,98 m |      |
| 12   | Morgyn Warner                | Zimbabwe         | 38,96 m |      |

| Pos. | Atleta               | Nazione          | Misura  | Note |
| ---- | -------------------- | ---------------- | ------- | ---- |
| 1    | Ilke Wyludda         | Germania Est     | 68,40 m | Q    |
| 2    | Tsvetanka Khristova  | Unione Sovietica | 66,86 m | Q    |
| 3    | Martina Hellmann     | Unione Sovietica | 66,80 m | Q    |
| 4    | Zdeňka Šilhavá       | Cecoslovacchia   | 64,64 m | Q    |
| 5    | Larisa Korotkevich   | Unione Sovietica | 60,48 m | q    |
| 6    | Renata Katewicz      | Polonia          | 58,88 m | q    |
| 7    | Carol Cady           | Stati Uniti      | 58,50 m |      |
| 8    | Hou Xuemei           | Cina             | 58,26 m |      |
| 9    | Anne Salak-Khorina   | Unione Sovietica | 57,76 m |      |
| 10   | María Isabel Urrutia | Colombia         | 53,94 m |      |
| 11   | Maria Marello        | Italia           | 52,74 m |      |

### Finale
Lunedì 31 agosto 1987
| Pos | Atleta                  | Nazionalità      | 1ª prova | 2ª prova | 3ª prova | 4ª prova | 5ª prova | 6ª prova | Risultato | Note                  |
| --- | ----------------------- | ---------------- | -------- | -------- | -------- | -------- | -------- | -------- | --------- | --------------------- |
|     | Martina Hellmann        | Germania Est     | 71,08 m  | 68,90 m  | 69,66 m  | 71,62 m  | x        | 67,86 m  | 71,62 m   | Record dei campionati |
|     | Diana Gansky            | Germania Est     | 66,64 m  | 67,50 m  | 70,12 m  | 68,78 m  | 65,42 m  | x        | 70,12 m   |                       |
|     | Tsvetanka Khristova     | Bulgaria         | 63,72 m  | 66,10 m  | 65,38 m  | 63,36 m  | 68,82 m  | 68,80 m  | 68,82 m   |                       |
| 4   | Ilke Wyludda            | Germania Est     | 68,20 m  | 62,60 m  | 62,06 m  | 67,64 m  | 67,06 m  | 67,44 m  | 68,20 m   |                       |
| 5   | Svetla Mitkova          | Bulgaria         | 64,86 m  | 65,44 m  | 65,48 m  | 65,68 m  | x        | 66,58 m  | 66,58 m   |                       |
| 6   | Zdeňka Šilhavá          | Cecoslovacchia   | 64,34 m  | 64,82 m  | x        | 64,46 m  | 64,30 m  | 63,88 m  | 64,82 m   |                       |
| 7   | Larisa Michal'čenko     | Unione Sovietica | 64,18 m  | 64,72 m  | 59,72 m  | 63,66 m  | 60,68 m  | 63,54 m  | 64,72 m   |                       |
| 8   | Mariana Ionescu-Lengyel | Romania          | 62,30 m  | 59,28 m  | 59,54 m  | x        | 58,14 m  | 60,86 m  | 62,30 m   |                       |
| 9   | Maritza Martén          | Cuba             |          |          |          |          |          |          | 62,00 m   |                       |
| 10  | Larisa Korotkevich      | Unione Sovietica |          |          |          |          |          |          | 60,74 m   |                       |
| 11  | Renata Katewicz         | Polonia          |          |          |          |          |          |          | 58,22 m   |                       |
| 12  | Connie Price-Smith      | Stati Uniti      |          |          |          |          |          |          | dns       |                       |